# Sidi Yahya Ou Youssef
Sidi Yahya Ou Youssef  (in arabo سيدي يحيى اويوسف‎?) è un centro abitato e comune rurale del Marocco situato nella provincia di Midelt, regione di Drâa-Tafilalet. Conta una popolazione di 4 637 abitanti (censimento 2014).